# Ángel Chourio
Ángel Antonio Chourio Galíndez (Maracay, Estado Aragua, Venezuela; 4 de mayo de 1985) es un futbolista venezolano que juega como centrocampista en el Aragua Fútbol Club de la Segunda División de Venezuela 

## Clubes
| Club                     | País                 | Año           |
| ------------------------ | -------------------- | ------------- |
| Trujillanos F.C.         | Venezuela            | 2003 - 2006   |
| Aragua F.C.              | Venezuela            | 2006 - 2008   |
| Unión Atlético Maracaibo | Venezuela            | 2008          |
| Deportivo Italia         | Venezuela            | 2009          |
| Real Esppor              | Venezuela            | 2009 - 2011   |
| Deportivo Táchira        | Venezuela            | 2012          |
| Real Esppor              | Venezuela            | 2012          |
| Mineros de Guayana       | Venezuela            | 2013 - 2015   |
| Aragua F.C.              | Venezuela            | 2015 - 2016   |
| Trujillanos F.C.         | Venezuela            | 2017          |
| Atlético Venezuela       | Venezuela            | 2017          |
| Universidad O&M FC       | República Dominicana | 2018          |
| Angostura F.C.           | Venezuela            | 2018 - 2019   |
| Universidad O&M FC       | República Dominicana | 2020 - 2021   |
| Aragua F.C.              | Venezuela            | 2022-presente |

## Internacional
Hace su debut internacional con la Selección de fútbol de Venezuela el 23 de marzo del 2008, en un partido amistoso vs Selección de fútbol de El Salvador, con victoria para La Vinotinto 1 - 0.

## Competiciones
| Competición                   | PJ  | Goles |
| ----------------------------- | --- | ----- |
| Primera División de Venezuela | 291 | 58    |
| Liga Dominicana de Fútbol     | 3   | 0     |
| Copa Libertadores             | 25  | 5     |
| Copa Sudamericana             | 5   | 1     |
| Selección Nacional            | 15  | 5     |
| Total de Carrera              | 339 | 70    |